# Holica (Wyhorlat)
Holica (ukr. Голиця, Hołycia) – szczyt o wysokości 983,6 m n.p.m. we wschodniej części pasma górskiego Wyhorlat, znajdujący się na południowy wschód od słowackiej wsi Inovce. Przez szczyt przebiega granica słowacko-ukraińska.
Na południowych stokach góry znajdują się dwie łąki, z których jedna (niższa, od strony Vetrovéj skaly) nosi nazwę Židova Lúka. W stronę wsi Inovce, a więc na północny zachód, odchodzi długie ramię zakończone szczytem Hôrka z dwoma wyciągami narciarskimi. W górnej części tego ramienia znajduje się Poľana z nadajnikiem radiowym, a na jego południowych stokach pomnik przyrody Beňatinský travertín. Od strony ukraińskiej znajdują się rozległe, zarośnięte polany: Markowa Polana i Myrczanśka Polana. Szczyt porośnięty jest lasem liściastym.